# Spritzbeutel

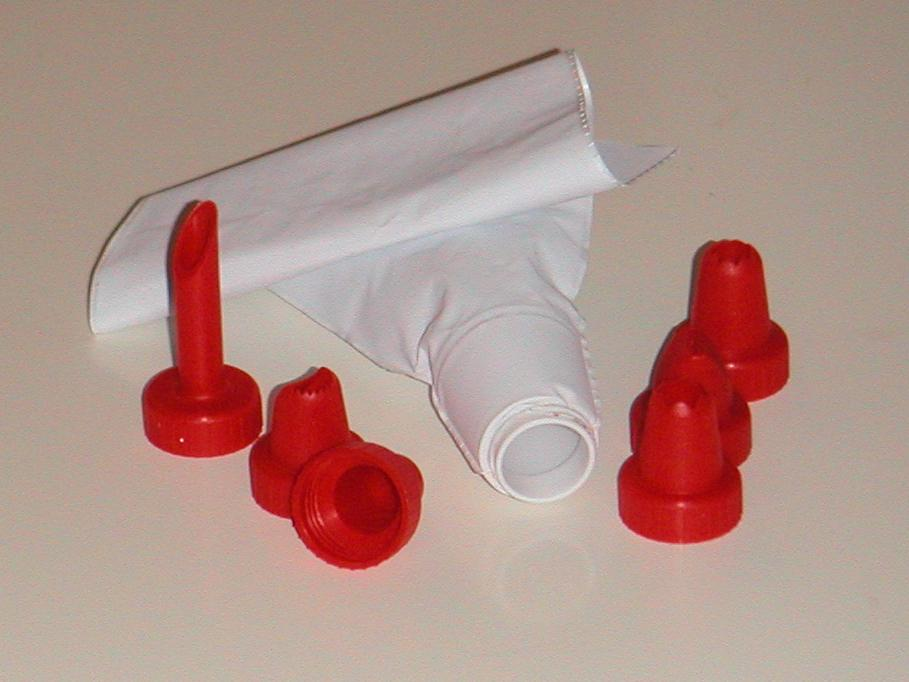
Spritzbeutel mit auswechselbaren Tüllen aus Kunststoff

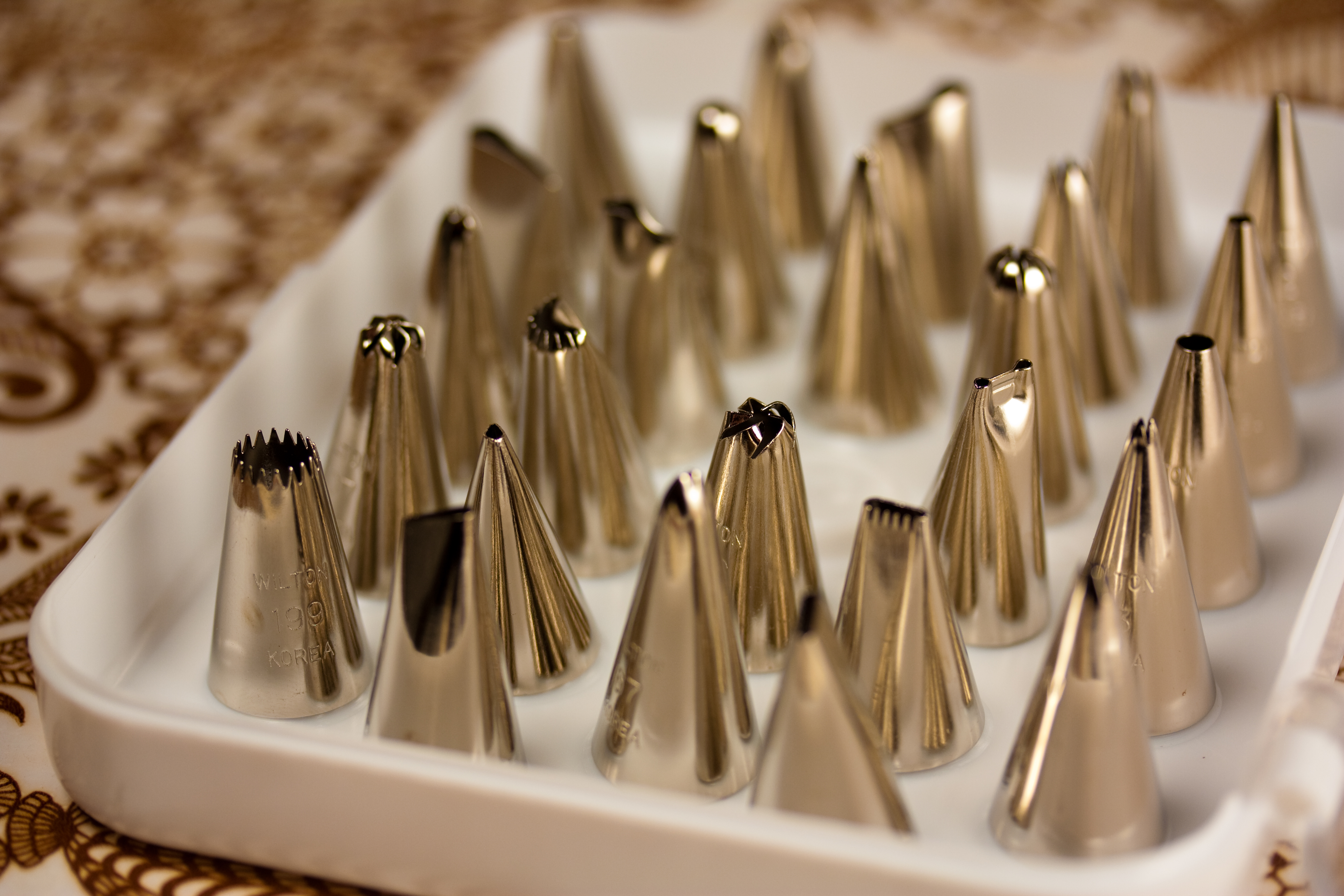
Spritztüllen aus Edelstahl

Ein Spritzbeutel, Spritzsack, Dressierbeutel oder Dressiersack (auch Spritztüte) ist eine konische Tüte aus dichtem Gewebe, Kunststoff oder Papier. An deren zugespitzten Ende ist oder kann eine Spritztülle angebracht werden. Er dient in Küchen und Konditoreien zum Dressieren von Schlagsahne, Creme, Mayonnaise, Püree und Ähnlichem zu meist dekorativen Zwecken oder zum Formen und Portionieren. Im Handel ist er in verschiedenen Größen und Ausformungen erhältlich. Der klassische Beutel besteht in der Regel aus sehr feinem Gewebe, heute meist aus einem wasserbeständigen Kunstfasergewebe, während die Spritztüllen aus Edelstahl oder Kunststoff gefertigt werden.

## Handhabung
Der Spritzbeutel muss beidhändig bedient werden. Er wird je nach Bedarf gefüllt und anschließend die Einfüllöffnung durch Zusammendrehen verschlossen. Mit der Schreibhand wird die Tülle gehalten und geführt. Die andere Hand hält den Beutel verschlossen und presst mit entsprechendem Druck die Masse in Richtung Tülle. Je nach aufgebrachtem Druck fließt die Masse in der gewünschten Menge bei der Tülle aus. Um den verschiedenen Zwecken und Konsistenzen gerecht zu werden, verfügen Spritzbeutel über auswechselbare Tüllen mit unterschiedlich großen und geformten Öffnungen.
Zur Arbeitserleichterung und um das Auswaschen der Dressierbeutel aus Stoff zu vermeiden, bietet der Gastronomiebedarfshandel auch Einmal-Tüten aus durchsichtigem Kunststoff oder Papier an.